# Plaza de Armas
La Plaza de Armas és la plaça més antiga de l'Havana. Al segle xvi era el cor de la ciutat. El seu traçat evoca el de les places fortificades de l'Europa medieval. En el seu perímetre hi havia les seus de les autoritats civils i militars en l'època colonial, i l'església parroquial de la Ciutat.

## Història
La primera plaça existia al costat del litoral des de l'assentament definitiu de la vila, es coneixia com "de l'Església" i les seves funcions eren comercials i públiques. Al començament es van situar al seu voltant les cases dels primers veïns. A finals del segle xvi va adquirir la seva forma definitiva, entre la Castell de la Real Fuerza i l'antiga Parroquial Major. Després de la construcció de la Real Fuerza es va destinar a exercicis militars i es va nomenar Plaça d'Armes, amb la qual cosa va perdre el seu caràcter públic. Va ser, des del seu sorgiment, lloc de reunió dels habitants de la primitiva vila, i la circumdar seves institucions fonamentals.
Al segle xviii, després d'un període de decadència, es va remodelar en enderrocar-se l'Església Parroquial Major, i es van construir el Palau de Correus i Intendència, més conegut com a Palau del Segundo Cabo, i el Palacio de los Capitanes Generales, els edificis públics més rellevants de l'època.
En 1834, sota el mandat de Miguel Tacón, es va remodelar novament i se li van agregar fonts i àrees verdes. En el seu centre es va col·locar una estàtua de Ferran VII que va estar allà fins a 1955.
En les primeres dècades del segle xix, després de diferents canvis en el traçat del seu terreny, es va reconstruir i recuperar les seves característiques. Les seves funcions com a espai polític i administratiu es van prolongar fins a mitjan segle xx.

## Monuments
A la Plaça d'Armes es pot apreciar el complex monumental El Templete, construït el 1828 en el lloc que se suposa es van celebrar la primera missa i el primer cabildo a l'Havana el 1519.
Des de 1955 l'estàtua del Pare de la Pàtria Carlos Manuel de Céspedes, obra de l'artista cubà Sergio López Mesa, ocupa el pedestal on hi havia la del monarca espanyol Ferran VII, i li dona nom a la plaça.